# Vis (by)
 For alternative betydninger, se Vis. (Se også artikler, som begynder med Vis)
Vis (italiensk: Lissa) er en by på øen Vis i Adriaterhavet i det sydlige Kroatien. Befolkningstallet var 1.934 i 2011. Byen er sæde for kommunen af samme navn, en af øens to kommuner (den anden er Komiža). Begge hører administrativt til amtet Split-Dalmatia.

## Historie
Vis blev etableret i det 4. århundrede før vores tidsregning, som den græske polis Issa, en koloni fra Siracusa, Sicilien (som i sig selv var en koloni fra Korinth). Dionysius den Ældre, datidens tyran i Syrakus, grundlagde kolonien Issa for at kontrollere skibsfarten i Adriaterhavet. Oldtidens Issa udviklede sig som økonomisk og urbant centrum ved den dalmatiske kyst, og byen fungerede også som en militær base. Byen etablerede flere kolonier, som Aspálathos, moderne Split (nu den største by i Dalmatien), Epidauros (Stobreč) og Tragurion (Trogir). Issa fungerede som en uafhængig polis indtil den 1. århundrede før vores tidsregning, da byen blev erobret af Romerriget. Efter den romerske erobring mistede Issa sin betydning indtil den sene Middelalder, hvor den blev nævnt i flere historiske kilder.
"Issa" menes at have betydet "spa'er" på illyrisk, da der var store bade her i romertiden. Den samme rod er set i navne på andre kroatiske steder, der havde store romerske bade (og derfor sandsynligvis også kilder, der mentes af de indfødte illyrere at have helbredende egenskaber): Daruvar blev kaldt "Balissa" og Varaždinske Toplice blev kaldt "Iasa". 

## Geografi
Byen Vis er beliggende i en forholdsvis stor og beskyttet bugt (kroatisk: Uvala Svetog Jurja, engelsk: Bay of Saint George) på øens nordøstlige side, ud mod øen Hvar, og det dalmatiske fastland. Havnen i Vis er beliggende i den sydvestlige del af bugten. Havnen er beskyttet fra det åbne havs påvirkning af holmen Host (opkaldt efter William Hoste) og halvøen Prirovo (nogle gange stavet "Prilovo"). Andre, mindre havne er i Kut og Stonca, der også er dele af byen Vis.
Vis er adskilt fra dens opland (Dračevo polje og Velo polje) med 250-300 m høje bakker, som er vigtige for de lokale indbyggere grundet vinavlen, som er den primære indtægtskilde. Andre officielle dele af byen er landsbyer ved bugterne på den syd- og sydøstlige kyst, såsom Milna, Rukavac, Srebrna, Stiniva, Stončica, hvoraf nogle viser tegn på at udvikle sig til nye byer. Udover Vis i sig selv, er disse bugter og landsbyer er øens vigtigste kilde til indtægter fra turisme.

## Klima
Vis oplever varme og tempererede vintre med varme somre. Brisen fra landsiden gør det til det mest moderate klima i Kroatien. Klimaet giver mulighed for tropisk og middelhavsvegetation, herunder palmer, johannesbrødtræer, oliven, druer og citroner. Den gennemsnitlige nedbør er omkring 750 mm per kvadratmeter. Øen Vis har en række naturlige kilder til rent drikkevand fra kildevandsreservoirer. Øen er også hjem for 12 forskellige typer af øplanteliv. Verdensorganisationen for Miljøbeskyttelse har kaldt Vis for et af de 10 miljømæssigt bedst bevarede øer i Middelhavet.

## Administration
Det officielle område af byen Vis er hele den østlige halvdel af øen. Den vestlige halvdel er under administration af Komiža. Vis-regionen består af indeholder otte landsbyer: Dračevo Polje, Marine Zemlje, Milna, Plisko Polje, Podselje, Podstražje, Rogačić og Rukavac. Byrådet består af elleve rådsmedlemmer, der er opdelt i tre grupper; fem fra SDP - HNS - HSS -koalitionen, tre fra den Uafhængige Liste af Ante Acalinović og tre fra HDZ - HSP - koalitionen. Flertallet afholdes i øjeblikket af HDZ - HSP -koalitionen i alliance med den Uafhængige Liste.

## Økonomi
Indtil midten af det tyvende århundrede va de vigtigste indtægtskilder vinmarkerne og vinproduktionen. I den seneste tid har flere og flere mennesker arbejdet med turisme. Byen er også berømt for de grønne palmer, det eneste eksempel på den østlige kyst af Adriaterhavet.